# Municipio de Washington (condado de Washington, Iowa)
El municipio de Washington (en inglés: Washington Township) es un municipio ubicado en el condado de Washington en el estado estadounidense de Iowa. En el año 2010 tenía una población de 7.936 habitantes y una densidad poblacional de 76,74 personas por km².

## Geografía
El municipio de Washington se encuentra ubicado en las coordenadas 41°18′1″N 91°40′10″O / 41.30028, -91.66944. Según la Oficina del Censo de los Estados Unidos, el municipio tiene una superficie total de 103.41 km², de la cual 103.35 km² corresponden a tierra firme y (0.06%) 0.06 km² es agua.

## Demografía
Según el censo de 2010, había 7.936 personas residiendo en el municipio de Washington. La densidad de población era de 76,74 hab./km². De los 7.936 habitantes, el municipio de Washington estaba compuesto por el 92.78% blancos, el 1.31% eran afroamericanos, el 0.18% eran amerindios, el 0.53% eran asiáticos, el 0.14% eran isleños del Pacífico, el 2.61% eran de otras razas y el 2.46% pertenecían a dos o más razas. Del total de la población el 10.14% eran hispanos o latinos de cualquier raza.